# 都南ビル
都南ビル（となんビル）は、横浜市中区吉田町に所在する建築物である。

## 歴史
1921年（大正10年）12月17日、神奈川県内の23行の貯蓄銀行と4行の普通銀行貯蓄部を統合し、横浜市弁天通に都南貯蓄銀行設立。1923年の関東大震災ののち、1928年（昭和3年）に吉田町に移転、1930年には本店ビル（現在の都南ビル）が竣工した。1945年に都南貯蓄銀行は横浜興信銀行（現在の横浜銀行）に統合されたが、本店ビルは継承されなかった。横浜大空襲での大きな被害は免れ、戦後は1945年10月2日から1955年7月22日までPXの写真工場として接収された。1954年から静岡中央銀行横浜支店として使用されたが、2005年5月9日に磯子区丸山に移転した。

## 建築

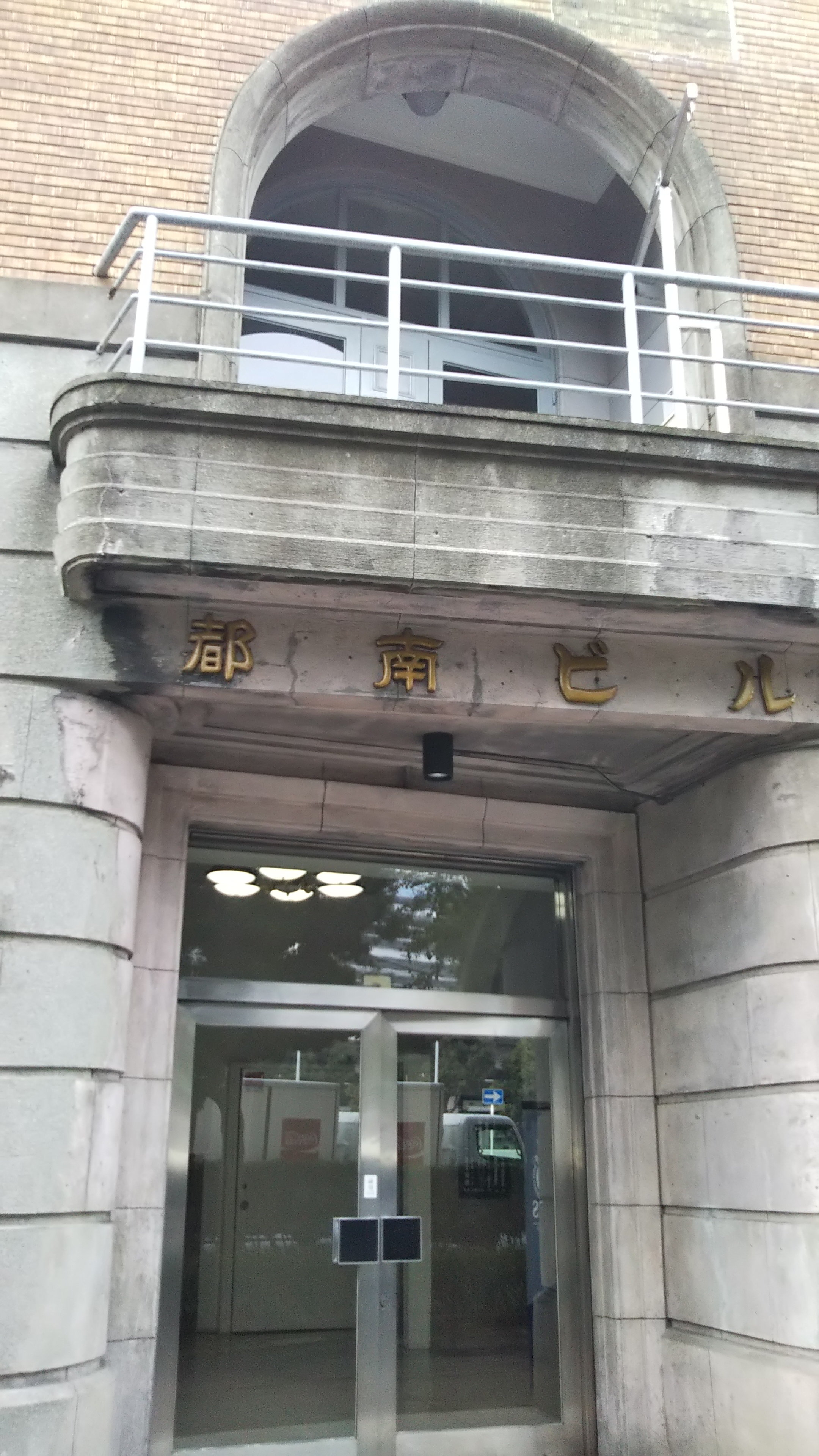
首都高速側のエントランス

関内駅方面から吉田橋を渡った先の右手。野毛町方面へ向かう吉田町通りと、首都高速の堀割に沿った山下長津田線に挟まれた一角に位置する。設計は山口為蔵。鉄筋コンクリート構造の地上6階建てで、スクラッチタイルの外観が特徴的である。首都高速側のエントランスとその上の2階バルコニーは、壁面とは異なった方を向いている。屋上にはかつて多聞酒造のネオンサインがあり、撤去された現在も台座が残る。1階にはウナギ料理店、2階以上には建築家の事務所などが入居する。